# Jean-Pierre Duhard
Jean-Pierre Duhard, né le 8 août 1942 à Libourne et mort le 5 avril 2022 à Saint-Jean-de-Luz, est un gynécologue et anthropologue français, auteur de plusieurs ouvrages d'anthropologie. Il a reçu deux prix pour ses travaux en 1990 et 1992.

## Biographie

### Médecine
Il passe son bac Philo avec mention au lycée Montaigne de Bordeaux en 1960 et commence des études de médecine à l'université de Bordeaux. En 1964, il est externe des hôpitaux. Il obtient son doctorat de médecine à Bordeaux en 1968 avec une thèse sur le traitement hormonal de la stérilité féminine, (mention très honorable avec échanges). Il passe en 1970 le CES de Gynécologie-Obstétrique.[réf. nécessaire] En 1994 il est médecin gynécologue à la polyclinique Côte Basque Sud, Saint-Jean-de-Luz ; il exerce en libéral jusqu'en 2007.[réf. nécessaire]

### Anthropologie et Préhistoire
Il passe une maîtrise d'anthropologie en 1986[réf. nécessaire] et un doctorat d'anthropologie et préhistoire en 1989 à Bordeaux I (mention très honorable, félicitations du jury et échanges).
Il passe un DU d'arabe dialectal maghrébin (Maroc) en 1998.[réf. nécessaire]

### Découvertes
Figurations féminines paléolithiques
- Figure féminine debout de la grotte de la Magdeleine-des-Albis (gravures sur plaquette et pariétale, Penne, Tarn)[4]
- Figure féminine couchée de la grotte de Commarque (sculpture pariétale, Les Eyzies, Dordogne)
- Figure féminine gravée de Bruniquel (gravure mobilière, MAN)
- Figure féminine de la grotte de la Vache (bas-relief mobilier, MAN)
- Figure féminine schématique de Rochereil (gravure mobilière, Musée de Brantôme)
- Figures féminines schématiques de la grotte du Mas d'Azil (2 gravures mobilières, MAN)
- Statuette féminine schématique de Gourdan (MAN)
- Statuettes féminines schématiques de Brassempouy  (2, MAN)
- Statuette féminine schématique du Mas d'Azil (MAN)
- Figure féminine d'Isturitz (gravure mobilière, MAN)

Diverses
- nécropole de l'âge du fer dans le nord-est du Mali (région de Nâq). Plusieurs publications sur ce thème.
- ateliers néolithiques de confection de perles en pierre dure dans le nord-est du Mali (publié).
- atelier néolithique de confection d'éléments de parure en coquille d'œuf d'autruche en Algérie (publié).

### Récompenses
Prix Théramex Paris (Gynécologie) en 1990 et Prix Raymond Riquet Bordeaux  (Préhistoire) en 1992.

## Publications

### Médecine
- [1968] Jean-Pierre Duhard, Utilisation en gynécologie des gonadotrophines extraites de l'urine de femmes (HMG-HCG), à propos de 27 observations (thèse de médecine), 1968.

### Préhistoire
- [Bisio, Bisio & Duhard 1988] Antoine Bisio, Thierry Bisio et Jean-Pierre Duhard, « Nouvelles découvertes à la grotte de la Magdeleine des Albis », Revue du département du Tarn, no 132,‎ 1988.
- [Duhard & Roussot 1988] Jean-Pierre Duhard et Alain Roussot, « Le gland pénien sculpté de Laussel (Dordogne) », Bulletin de la Société préhistorique française, vol. 85, no 2,‎ 1988, p. 41-44 (lire en ligne [sur persee]).
- [1989] Le réalisme physiologique des figurations féminines du Paléolithique supérieur en France (thèse de doctorat en Anthropologie-préhistoire, dir. Bernard Vandermeersch, univ. de Bordeaux I), Grenoble, Atelier national de reproduction des thèses, 1989, 622 p..
- [1990] « Les figurations humaines de Laugerie-Basse », Paléo, no 2,‎ 1990, p. 217-228 (lire en ligne [sur persee]).
- [1991] « À propos de gravures féminines sur plaquettes calcaires prétendues de Teyjat et supposées magdaléniennes », Paléo, no 3,‎ 1991, p. 131-137 (lire en ligne [sur persee]).
- [1992] « Les figurations humaines sculptées et gravées du Mas d'Azil (Ariège) », Gallia Préhistoire, no 34,‎ 1992, p. 289-301 (lire en ligne [sur persee]).
- [1992] « Les groupements humains dans l'art mobilier paléolithique français », Bulletin de la Société préhistorique française, vol. 89, no 6,‎ 1992, p. 172-183 (lire en ligne [sur persee]).
- [1992] « Les figures féminines en bas-relief de l'abri Bourdois à Angles-sur-l'Anglin (Vienne). Essai de lecture morphologique », Paléo, no 4,‎ 1992, p. 161-173 (lire en ligne [sur persee]).
- [1993] Réalisme de l'image féminine paléolithique  (préf. Henri Delporte, postface Denise de Sonneville-Bordes) (thèse de doctorat en Sciences), Paris, CNRS éditions, coll. « Cahiers du Quaternaire » (no 19), 1993, 244 p., sur books.google.fr (présentation en ligne, lire en ligne).
- [1993] « Étude comparative des statuettes féminines de Sireuil et Tursac (Dordogne) », Gallia Préhistoire, vol. 35,‎ 1993, p. 283-291 (lire en ligne [sur persee]).
- [1995] « De la confusion entre morphologie et géométrie dans les figurations féminines gravettiennes et du supposé style gravettien », Bulletin de la Société préhistorique française, vol. 92, no 3,‎ 1995, p. 302-312 (lire en ligne [sur persee]).
- [1996] Réalisme de l'image masculine paléolithique  (préf. Yves Coppens), Grenoble, éd. J. Millon, coll. « L'Homme des origines », 1996, 246 p., sur books.google.fr (ISBN 2-84137-004-6, lire en ligne).
- [Duhard & Tosello 1996] Jean-Pierre Duhard et Gilles Tosello, « Relecture du bloc aux humains de l'abri de la Vallée du Roc (commune de Sers, Charente) », Bulletin de la Société préhistorique française, vol. 93, no 4,‎ 1996, p. 528-533 (lire en ligne [sur persee]).
- [2000] « La céramique de la vallée de Nâq dans le Mali nord-oriental », Le Saharien, vol. 155, no 4,‎ 2000, p. 30-35 (présentation en ligne).
- [2002] « Quelques aspects techniques dans la confection des "perles " néolithiques en pierre du Sahara », Bulletin de la Société préhistorique française, vol. 99, no 2,‎ 2002, p. 357-365 (lire en ligne [sur persee]).
- [2009] « Une nouvelle représentation féminine à la Madeleine (Tursac, Dordogne) », Paléo, no 21,‎ 2009/2010, p. 127-134 (lire en ligne [sur journals.openedition.org]).
- [Duhard & Roussot 2011] Jean-Pierre Duhard et Alain Roussot, « Une vulve anatomique sur un bâton percé magdalénien du Roc-de-Marcamps (Prignac-et-Marcamps, Gironde) », Bulletin de la Société préhistorique française, vol. 108, no 1,‎ 2011, p. 141-143 (lire en ligne [sur persee]).
- [Duhard & Soleihavoup 2013] Jean-Pierre Duhard et François Soleihavoup (préf. Denis Vialou, postface Yves Coppens), Érotisme et sexualité dans l'art rupestre saharien, éd. L'Harmattan, 2013 (ISBN 978-2-336-00723-6, présentation en ligne).
- [2013] « Gobero au Niger, quand le Ténéré était vert », sur atramenta.net, 13 mai 2013.
- [2017] Jean-Pierre Duhard, Brigitte Delluc et Gilles Delluc (préf. Yves Coppens), Représentations de l'intimité de la femme dans l'art paléolithique en France, éd. ERAUL (no 136), 2017, 192 p. (ISBN 978-2930495224, présentation en ligne).

### Histoire de l'Afrique du Nord
- [2005] Jean-Pierre Duhard (préf. Louis Le Prieur), L'histoire du spahi Ravin - Une vocation saharienne, Biarritz, éd. Atlantica, 2005, 258 p. (ISBN 2-84394-802-9).
- [2013] Jean-Pierre Duhard, Le rescapé du Ténéré, L'Harmattan, 2013, 198 p. (ISBN 978-2-336-29018-8, présentation en ligne).
- [2013] Jean-Pierre Duhard, La soumission des Touareg de l'Ahaggar 1830-1922, L'Harmattan, coll. « Racines du Présent », 2013, 534 p. (ISBN 978-2-336-29058-4, présentation en ligne).

### Autour de la Seconde Guerre mondiale
- [2013] Jean-Pierre Duhard, C'était un semblant de guerre (1939-1945), L'Harmattan, coll. « Mémoires du XXe siècle », 2013, 230 p. (ISBN 978-2-343-00777-9, présentation en ligne).
- [2015] Jean-Pierre Duhard, Écrits de guerre et de captivité, t. 1 : La guerre (ISBN 978-2-343-06197-9, présentation en ligne).
- [2015] Jean-Pierre Duhard, Écrits de guerre et de captivité, t. 2 : Les prisonniers (ISBN 978-2-336-30325-3, présentation en ligne).
- [Marchet & Duhard 2016] Odette Marchet et Jean-Pierre Duhard, Une famille lorraine dans la grande guerre - Journal de Lina Welter (1914-1918), L'Harmattan, 2016, 346 p. (ISBN 9782343093710, présentation en ligne).

### Romans
- [1973] Jean-Pierre Duhard, L'assassin de la Salle 7 (roman), Paris, la Pensée universelle, 1973, 184 p. (présentation en ligne).
- [2014] Jean-Pierre Duhard (préf. Charles Exbrayat), Petits meurtres à l'hôpital (roman), L'Harmattan, 2014, 208 p. (ISBN 978-2-343-04179-7, présentation en ligne).

### Autres
- [2006] Jean-Pierre Duhard (préf. Yves Coppens et A. Brillat-Savarin), Secrets de cuisine de mamie Germaine - recettes de Charente, Gironde et Périgord, Biarritz, éd. Atlantica, 2006, 198 p. (ISBN 978-2-35165-043-1, présentation en ligne).
- [2014] Jean-Pierre Duhard, C'est long une vie pour se souvenir de tout - Roger et Germaine, 1900-1952, L'Harmattan, coll. « Graveurs de Mémoire », 2014, 442 p. (ISBN 978-2-343-00987-2, présentation en ligne).

Directeur de publication
Mélanges Jean Gaussen (2004). Société Préhistorique de l'Ariège, 1 vol. (28 auteurs de 8 nationalités).